# Pixel32
Pixel image editor (známý také jako Pixel32) byl editor obrázků podobný programům Adobe Photoshop nebo Corel Photo-Paint. Autorem programu je Pavel Kanzelsberger.
Přestože byl Pixel dílem jediného člověka, množstvím funkcí se rovnal zmiňovaným konkurenčním programům.

## Platformy
- Pixel běžel na mnoha platformách: x86, x86-64, PowerPC, SPARC, ARM
- Díky eLiquid GUI podporoval Pixel následující operační systémy: GNU/Linux/x86, Windows a MS-DOS, GNU/Linux/PPC, ZETA/BeOS/x86, QNX/x86, FreeBSD/x86, Mac OS X/x86, Mac OS X/PPC, MorphOS/PPC, SkyOS, eComStation a OS/2

## Licence
Demo verze programu vkládala viditelný vodoznak na každý vytvořený obrázek.